# Château de la Motte-Grollier
Le château de la Motte-Grollier est un château situé à Durtal, en France.

## Localisation
Le château est situé dans le département français de Maine-et-Loire, sur la commune de Durtal.

## Historique
L'édifice est inscrit au titre des monuments historiques en 1991.